# Premis Barcelona de Cinema
Die Premis Barcelona de Cinema bzw. kurz Premis Barcelona (deutsch: Filmpreise von Barcelona bzw. Barcelona-Preise), international als „Barcelona Awards“ vermarktet worden, waren ein spanischer Filmpreis und galten als wichtigste Filmpreise Kataloniens. Sie wurden von 2002 bis 2008 jährlich in Barcelona verliehen.
Die Preise wurden vom „Col·legi de Directors de Cinema de Catalunya“ verliehen und sollten die besten katalanischen Filmproduktionen des Jahres würdigen.
Seit 2009 haben die Premis Gaudí die Rolle der Premis Barcelona de Cinema übernommen.